# جوشوآ فاتو
جوشوآ فاتو یا جی اوسو (انگلیسی: Jey Uso؛ زادهٔ ۲۲ اوت ۱۹۸۵) کشتی‌گیر کشتی حرفه‌ای اهل ایالات متحده آمریکا است.